# Grenrör

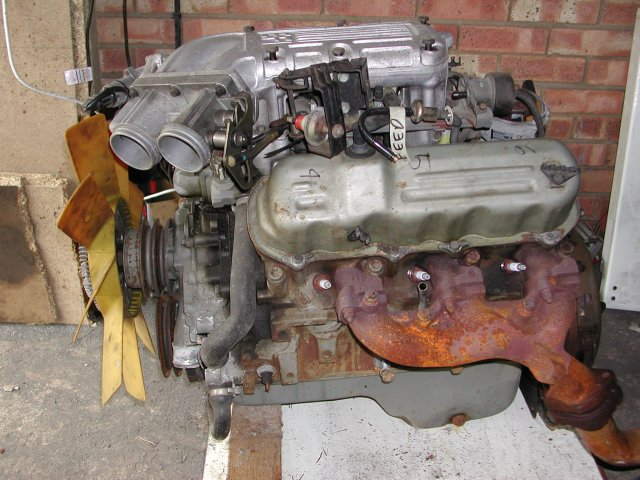
Vänstra sidan på en Ford Cologne V6, det (rostiga) grenröret i gjutjärn syns tydligt. Det är av typen 3-1.

Grenrör är en konstruktion där avgaserna från två eller flera cylindrar i en förbränningsmotor samlas ihop till en öppning, till vilken avgassystemet ansluts.

## Material
Grenrör är vanligtvis tillverkade av gjutjärn.

## Konstruktion
Utformningen bestäms av motorns typ, konstruktion och användning. En rak 6-cylindrig motor kan till exempel ha endast ett grenrör som knyter samman alla sex cylindrarna, eller två grenrör som ansluter till vardera tre cylindrar. En 8-cylindrig V-motor i en personbil har vanligtvis två grenrör, ett på varje sida.

## Funktion och prestanda
Grenrörets primära funktion är att leda bort avgaserna från motorns cylindrar och vidare ut genom avgassystemet. Dess utformning har en stor inverkan på motorns prestanda, ljud och bränsleeffektivitet. 
En viktig faktor i grenrörets design är hur effektivt avgaspulserna evakueras. Dåligt konstruerade grenrör kan skapa mottryck i avgassystemet, vilket minskar motorns effektivitet. Högprestandamotorer använder ofta specialdesignade grenrör som minimerar detta mottryck och optimerar flödet.

## Typer av grenrör
Det finns flera olika typer av grenrör, beroende på motor och användningsområde:
- Gjutjärnsgrenrör – Standard i de flesta personbilar, hållbara men inte alltid optimalt utformade för prestanda.
- Rörgrenrör – Tillverkade av svetsade rör i rostfritt stål eller annan lätt metall, används ofta i prestandabilar och tävlingsfordon för bättre flöde.[2]
- 4-2-1-grenrör – Vanligt i sportbilar och motorcyklar, där avgaserna från fyra cylindrar först samlas i två rör innan de går samman till ett enda utlopp. Detta ger ett bra vridmoment vid låga och medelhöga varvtal.
- 4-1-grenrör – Här går avgaserna direkt från fyra rör till ett enda, vilket ger högre effekt vid höga varvtal men kan offra lågvarvsprestanda.[3]
- Equal-length headers – En typ av grenrör där alla rör är lika långa för att optimera avgaspulserna och minska turbulens.

## Grenrör och trimning
Inom motorsport och trimning används ofta specialanpassade grenrör för att maximera prestandan. Ett välkonstruerat grenrör kan bidra till ökad effekt och vridmoment genom att förbättra avgassystemets flöde. I många fall kombineras dessa grenrör med sportavgassystem och andra modifieringar för att optimera motorns andning.